# Vincenzo Petrone
Vincenzo Petrone (* 25. August 1946 in Foggia) ist ein italienischer Diplomat im Ruhestand.

## Werdegang
Am 17. März 1970 schloss er ein Studium der Politikwissenschaft an der Universität Triest ab und am 16. März 1971 trat er in den auswärtigen Dienst.
Von 15. September 1973 bis 12. September 1976 war er Gesandtschaftssekretär zweiter Klasse bei der italienischen Mission nächst den UN-Hauptquartier und von 12. September 1976 bis 29. Juli 1979 war er als solcher in Neu-Delhi
Von 29. Juli 1979 bis 29. September 1986 war er Gesandtschaftssekretär erster Klasse für Auswanderung und soziale Angelegenheiten in Bonn und von 29. September 1986 bis 13. August 1991 war er als solcher bei der italienischen Mission nächst den UN-Hauptquartier.
Von 13. August 1991 bis 20. Juli 1994 war er Gesandtschaftsrat erster Klasse in Buenos Aires.
Von 20. Juli 1994 bis 14. Oktober 2000 leitete er die Rechtsbeistandsabteilung im  Ministerium für auswärtige Angelegenheiten und internationale Zusammenarbeit (Italien).
Von 14. Oktober 2000 bis 21. März 2002 war er Botschafter in Brasília und war gleichzeitig mit Sitz in Brasília als Botschafter in Georgetown (Guyana) und Paramaribo (Suriname) akkreditiert.
Von 12. November 2004 bis 28. August 2008 war er als vortragender Botschafter zur  Confindustria (Interessenvertretung der Industrie- und Dienstleistungsunternehmen in Italien) abgeordnet.
Am 28. August 2008 wurde er zum Botschafter in Tokio ernannt, wo er vom 28. August 2008  bis 1. November 2012 akkreditiert war und am 2. Januar 2009 in den Rang eines Botschafters ernannt wurde.
Am  1. November 2012 wurde er in den Ruhestand versetzt.